# Билла България
„Билла България“ ЕООД е българско предприятие за търговия на дребно със седалище в София.
„Билла България“ експлоатира веригата супермаркети „BILLA“ на територията на България. Предприятието е собственост на германския конгломерат „REWE Group“, чрез неговото австрийско подразделение „REWE International AG“. То е сред най-големите вериги супермаркети в България с обем на продажбите 663 милиона лева и около 4 400 служители (2016). Към есента на 2021 година веригата има 130 магазина в 38 града в страната. 
В градовете София, Стара Загора, Варна и Пловдив веригата разполага с над 6 магазина.

## Строителна авария през 2006 г.
На 23 юни 2006 г. по време на пороен дъжд рухва част от покрива на един от големите филиали на веригата, разположен на бул. „Владимир Вазов“ в ж.к. Хаджи Димитър в София, като в инцидента няма пострадали.